# Церква Успіння Пресвятої Богородиці на Вовчому (Перемишль)
Церква Успіння Пресвятої Богородиці — православний конкафедральний храм на історичному передмісті Перемишля Вовче. Споруджена як греко-католицька в українсько-візантійському стилі наприкінці ХІХ століття. Належить Перемисько-Горлицької єпархії Польської автокефальної православної церкви. Пам'ятка архітектури під номером A-445.

## Історія

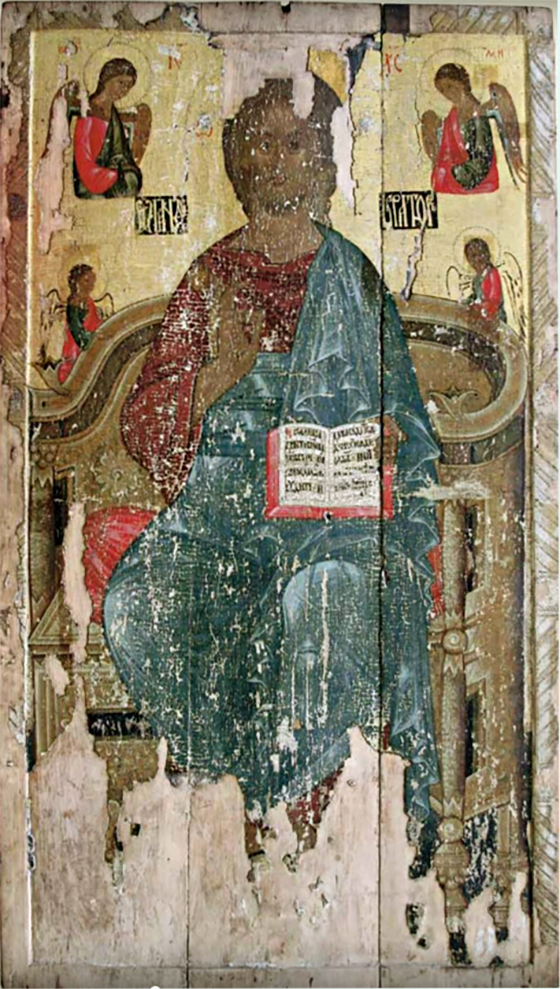
Ікона Спаса на троні, XV ст., котра знаходилась у церкві Успіння на Вовчому. Зберігається у Львові

Сучасна мурована будівля церкви Успіння Пресвятої Богородиці постала на місці дерев'яної в 1887р. За історичними відомостями там ще у ХІІІ ст. розташовувався монастир, згаданий у грамоті князя Лева Даниловича. У 1412 році, коли король Владислав Ягайло передав римо-католикам православний храм Св. Івана Хрестителя на Замковій горі, єпископ зробив своїм осідком заміську околицю Вовче, де проживало «мужнє руське населення, котре оберігало руську віру». Там діяла монастирська церква Успіння Пресвятої Богородиці. Після 1691 р. на Перемишльщині відбувся поступовий перехід на Унію і монастир став греко-католицьким. На його місці наприкінці XVIII ст. збудували дерев'яну церкву Успіння Пресвятої Богородиці — попередницю сучасної.
До початку Другої світової війни Успенська парафія налічувала понад 500 осіб. У 1946 р., після заборони греко-католицької церкви, споруду закрили. Внаслідок акції «Вісла» були вивезені ікони та літургійний посуд, а саме приміщення перетворено на склад штучних добрив.
У 1982 році храм Успіння Пресвятої Богородиці перейшов під протекторат Варшавської Митрополії ПАПЦ. Перше Богослужіння після передачі храму православній громаді відбулось у травні того ж року. Згідно з сеймовим законом від 17 грудня 2009 р. «Про врегулювання правового стану деякої нерухомості, що знаходиться у власності Польської Автокефальної Православної Церкви», храм перейшов у виключну власність Варшавської митрополії ПАПЦ. Відшкодування на користь греко-католицької громади виплачувалось з державного бюджету.

## Архітектура
Головна брила споруди мурована завдовжки 19 метрів і завширшки 10,8 метрів у середині нави. Притвор храму має розмір 8,8 х 4 метри, нава 10,8 х 10 метрів, вівтар 5 х 6,3 метри. Підлога вівтарної частини дещо вища від підлоги нави та притвору. До вівтаря примикають невеликі ризниця та паламарня — 5 х 3,7 та 5 х 2 метри відповідно. Дахи і куполи мають дерев'яну конструкцію з використанням металічних рейок. Висота храму без хреста — 18,5 метрів. Споруда і конфігурація куполів орієнтовані по осі Схід — Захід.